# Harald Mothes
Harald Mothes (* 28. listopad 1956) je bývalý východoněmecký fotbalista, útočník, reprezentant Východního Německa (NDR).

## Fotbalová kariéra
Ve východoněmecké oberlize hrál za Wismut Aue, nastoupil ve 303 ligových utkáních a dal 88 gólů. V Poháru UEFA nastoupil v 6 utkáních. Za reprezentaci Východního Německa (NDR) nastoupil v roce 1984 v přátelském utkání s Československom.

## Ligová bilance
| Ročník          | Zápasy | Góly | Klub       |
| --------------- | ------ | ---- | ---------- |
| I. liga 1975/76 | 6      | 0    | Wismut Aue |
| I. liga 1976/77 | 6      | 1    | Wismut Aue |
| I. liga 1977/78 | 5      | 0    | Wismut Aue |
| I. liga 1978/79 | 12     | 0    | Wismut Aue |
| I. liga 1979/80 | 23     | 6    | Wismut Aue |
| I. liga 1980/81 | 26     | 3    | Wismut Aue |
| I. liga 1981/82 | 26     | 9    | Wismut Aue |
| I. liga 1982/83 | 26     | 8    | Wismut Aue |
| I. liga 1983/84 | 26     | 11   | Wismut Aue |
| I. liga 1984/85 | 26     | 13   | Wismut Aue |
| I. liga 1985/86 | 24     | 10   | Wismut Aue |
| I. liga 1986/87 | 23     | 8    | Wismut Aue |
| I. liga 1987/88 | 26     | 5    | Wismut Aue |
| I. liga 1988/89 | 23     | 9    | Wismut Aue |
| I. liga 1989/90 | 25     | 5    | Wismut Aue |
| CELKEM I. liga  | 303    | 88   |            |